# Okręty podwodne typu Holland

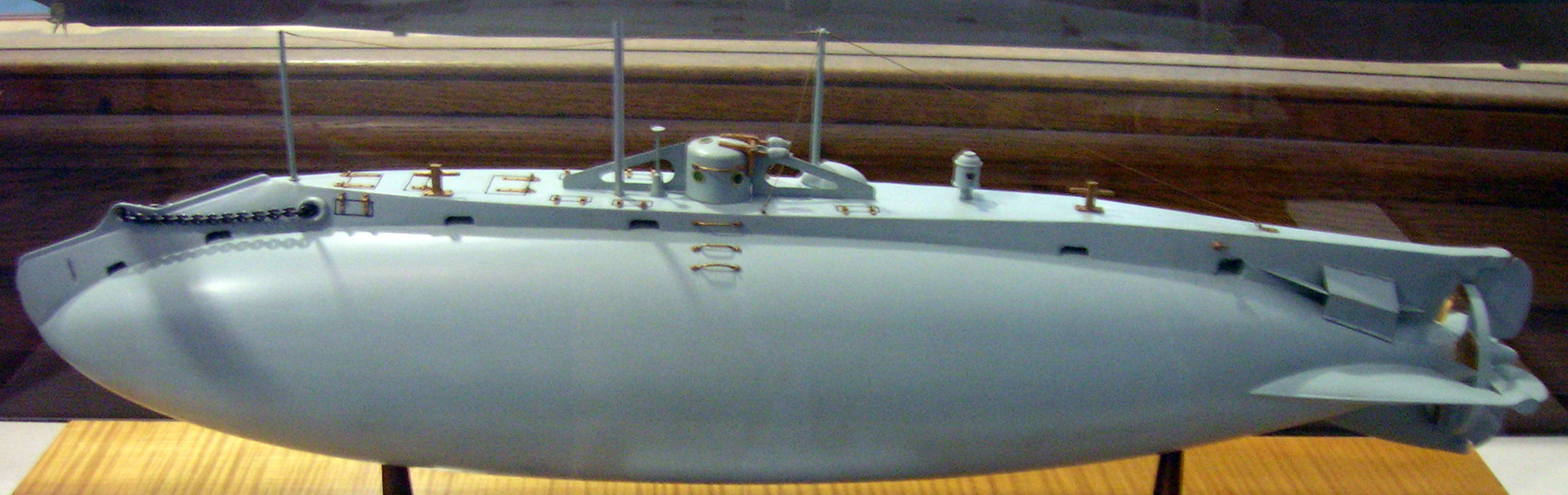
Model „Holland 1”.

Okręty podwodne typu Holland – pierwszy typ okrętów podwodnych zbudowanych dla Royal Navy. Okręty zostały zaprojektowane przez Johna Hollanda i stanowiły rozwinięcie zaprojektowanych przez niego wcześniej okrętów podwodnych. Łącznie zbudowano pięć jednostek tego typu. Hollandy były bardzo prymitywnymi okrętami o ograniczonych możliwościach bojowych ale pomimo tego udowodniły jak duże zagrożenie dla okrętów nawodnych stanowią okręty podwodne i ich sukces zachęcił brytyjską Admiralicję do dalszych prac na okrętami podwodnymi. Do czasów dzisiejszych przetrwał jeden okręt tego typu, znajdujący się w Royal Navy Submarine Museum w Gosport HMS „Holland 1”.

## Tło historyczne
Admiralicja brytyjska uważnie śledziła rozwój i ewolucję okrętów podwodnych począwszy od 1856, kiedy to w Wielkiej Brytanii powstał pierwszy eksperymentalny okręt tej klasy zaprojektowany przez Charlesa Foksa i Johna Russela. Ówczesna flota brytyjska była uważana na najpotężniejszą na świecie i Admiralicja nie była zainteresowana rozwojem nowej klasy okrętów, która mogłaby zaburzyć status quo. Pierwsze okręty podwodne nie były w stanie poważnie zagrozić dużym okrętom wojennym, w Admiralicji zdawano sobie sprawę, że dopóki ich rozwój pozostanie w rękach amatorów ich doskonalenie będzie przebiegało bardzo powoli. Słusznie uważano, że dopóki konstrukcja okrętów podwodnych nie zostanie zapoczątkowana przez dużą flotę będąca rywalem Wielkiej Brytanii lub przez doświadczoną brytyjską firmę nie ma powodu aby sama Royal Navy inwestowała w rozwój tej broni.
Przez ponad sto lat oficjalna polityka Admiralicji dotycząca okrętów podwodnych polegała na tym aby w żaden sposób „nie usprawiedliwiać i nie zachęcać” innych państwo do prac nad tymi okrętami, ale równocześnie bardzo dokładnie śledzono wszystkie eksperymenty związane z okrętami podwodnymi. Na przykład w 1866 brytyjscy oficerowie marynarki bardzo dyskretnie zapoznali się ze zbudowanym wówczas „Intelligent Whale” Oscara Halsteada, a w 1881 w podobny sposób został zbadany „Fenian Ram” Johna Hollanda. W 1887 powstała specjalna komórka Royal Navy ds. wywiadu Naval Intelligence Division (NID), która zajmowała się między innymi zbieraniem danych na temat budowanych przez inne państwa okrętów wojennych, w tym oczywiście także okrętów podwodnych.
W 1887 francuska Marine nationale jako pierwsza ze znaczących wówczas marynarek wojennych rozpoczęła eksperymenty z okrętami podwodnymi. Pierwszym francuskim okrętem tej klasy był 51-tonowy „Gymnôte” po którym w 1892 rozpoczęto budowę znacznie większego, 257-tonowego Gustave Zédé. Brytyjski attaché morski we Francji Henry Jackson na bieżąco informował NID o rozwoju francuskich okrętów podwodnych ale jego raporty były początkowo ignorowane jako zbytnio alarmistyczne. Do 1900 Admiralicja nie zwracała uwagi na doniesienia tego typu uważając, że coraz bardziej pozytywne raporty na temat okrętów podwodnych były jedynie polityczną dezinformacją. Dopiero w styczniu 1900 Admiralicja na poważnie zaczęła studiować problemy związane z okrętami podwodnymi kiedy NID zostało „dosłownie zalane” informacjami na temat coraz szybciej i bardziej doskonalonych okrętów, poważny impuls stanowiła także informacja, że amerykańska marynarka wojenna postanowiła zakupić okręt podwodny projektu Johna Hollanda.
Po kilkumiesięcznych burzliwych dyskusjach ówczesny Pierwszy Lord Admiralicji George Goschen autoryzował budowę pierwszego okrętu podwodnego i powierzył to zadanie wiceadmirałowi Arthurowi Wilsonowi. Zadanie Wilsona nie było łatwe jako, że z wyjątkiem stoczni Naval Construction Yard w której w latach 80. XIX wieku zbudowano kilka okrętów podwodnych Thorstene Nordenfelta (sama firma od tego czasu została przejęta przez Vickersa), żadna brytyjska stocznia nie miała doświadczenia z projektowaniem czy budowaniem okrętów podwodnych. Wilson nie był w stanie znaleźć żadnej stoczni w Wielkiej Brytanii która podjęłaby się budowy tych okrętów i poprosił o pozwolenie na zakup licencji na budowę okrętów typu Holland od Electric Boat Company, która wykupiła prawa do budowy tych okrętów od swojego założyciela – Johna Hollanda.
Propozycja Wilsona zbiegła się w czasie z wyborami parlamentarnymi, nowym rządem oraz objęciem posady Pierwszego Lorda Admiralicji przez Williama Palmera i wywołała gwałtowną dyskusję na kilka tematów; rozważano do czego mają służyć nowe okręty (do obrony portów, atakowania floty nieprzyjaciela czy zwalczania wrogich okrętów wojennych), krytykowano także Admiralicję za zbyt powolne dotychczasowe działania w tej sprawie zwracając uwagę, że Francja planowała wybudować przynajmniej 150 torpedowców i okrętów podwodnych.
Jeszcze w czasie dyskusji parlamentarnej nad budżetem Royal Navy oficjalnym stanowiskiem Admiralicji było, że „Admiralicja nie ma zamiaru nic w tej kwestii zrobić, ponieważ takie okręty są bronią wyłącznie słabych nacji. Niemniej jeżeli takie okręty staną się praktycznym instrumentem wojny to słabe nacje przestaną być słabe i staną się silne. Wielka Brytania powinna się bardziej obawiać ataków okrętów podwodnych niż inne państwa”, jednocześnie w tym samym czasie Admiralicja kontynuowała pertraktacja z Hollandem i 18 grudnia 1900 podpisała tajny kontrakt z Electric Boat (która zaledwie rok wcześniej przejęła przedsiębiorstwo Hollanda i uczyniła ją spółką zależną) na budowę pięciu okrętów podwodnych.
Już po podpisaniu kontraktu w samej Admiralicji nadal bardzo gorąco dyskutowano czy Royal Navy powinna w ogóle otrzymać okręty tej klasy cytując zasadę „nie usprawiedliwiać i nie zachęcać”, ale kiedy w lutym 1901 glasgowski dziennik opisał budowane w tajemnicy okręty podwodne Admiralicja oficjalnie przyjęła bardzo ostrożną politykę budowy okrętów podwodnych przewidującą konstrukcję nie więcej niż trzech okrętów rocznie przez dwadzieścia lat.

## Budowa okrętów

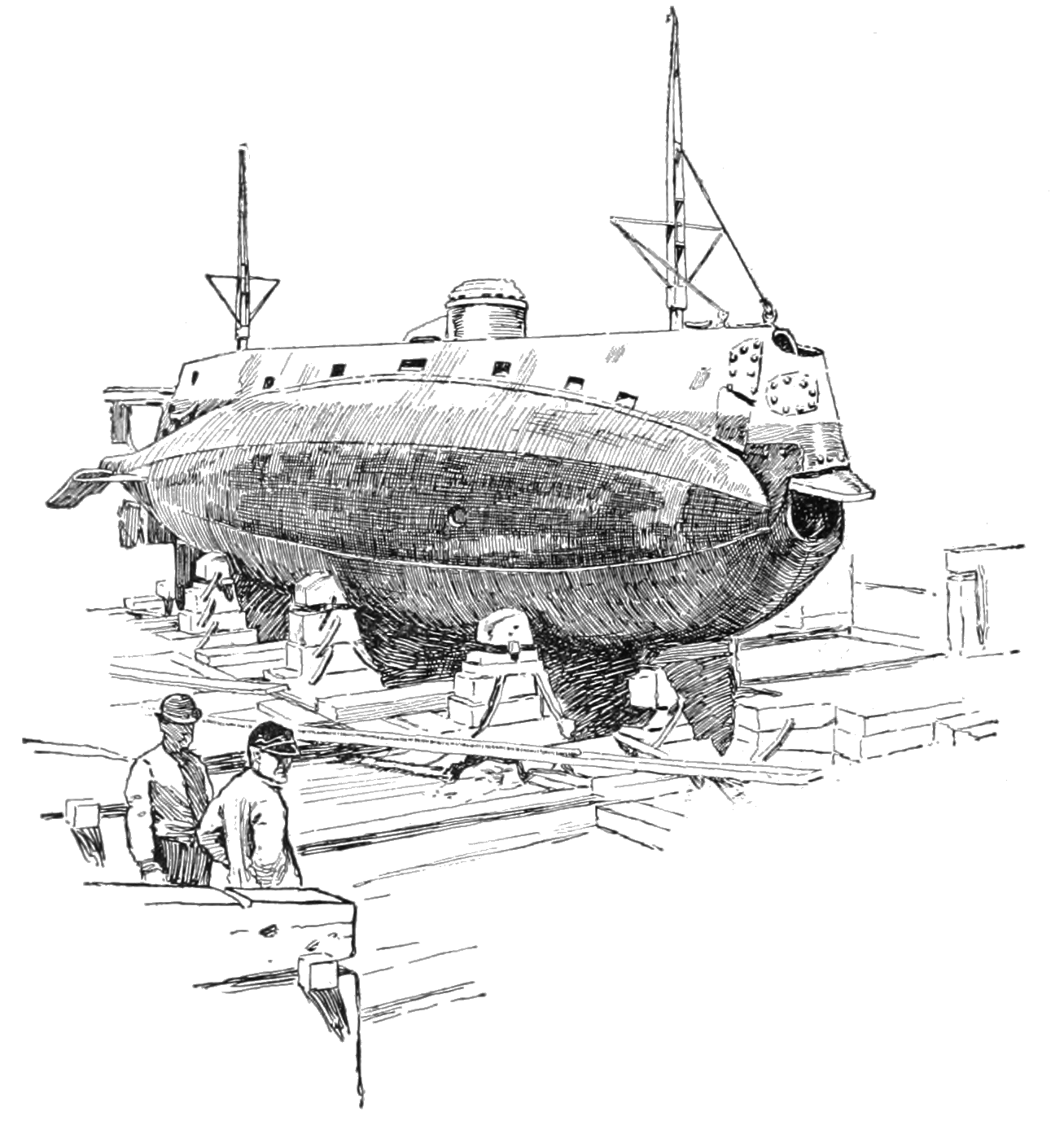
Okręty typu Holland w suchym doku

Z punktu widzenia Admiralicji ważne było aby nowe okręty powstały jak najszybciej. Zdawano sobie sprawę, że okręty Hollanda miały gorsze osiągi od francuskich jednostek, ale pierwszym priorytetem Admiralicji było wprowadzenie do służby własnych jednostek i rozpoczęcie z nimi testów i eksperymentów. Ku zaskoczeniu Admiralicji konstrukcja okrętów podwodnych okazała się znacznie trudniejsza niż się spodziewano. Wbrew wcześniejszym zapewnieniom Williama White'a, głównego projektanta (Chief Constructor) Admiralicji, nie było to jak proste jak „zbudowanie według planów”. Vickers nie miał praktycznie żadnego doświadczenia z budową okrętów podwodnych i ich ukończenie znacznie się przeciągnęło. Dodatkową komplikacją był fakt, że Vickers zakupił plany nowego, ulepszonego i wciąż eksperymentalnego typu znanego w Stanach Zjednoczonych jako Fulton, a nie budowanego już wcześniej typu Holland. Ta nowsza wersja była większa od pierwszych hollandów (wyporność 106 ton, długość 63 stopy i 10 cali w porównaniu z wypornością 65 ton i długością 53 stóp) i była wyposażona w znacznie silniejsze ale niesprawdzone silniki spalinowe o mocy 180 KM (160 KM według innych źródeł). Wszystkie problemy znacznie opóźniły wodowanie okrętów, pierwsza z nich (znana oryginalnie jako HM submarine torpedo boat „number 1” - podwodna łódź torpedowa Jego Królewskiej Mości numer 1) miała być gotowa w październiku 1901 ale w rzeczywistości była wodowana dopiero 2 października i po raz pierwszy zanurzyła się na początku 1902.

## Opis konstrukcji

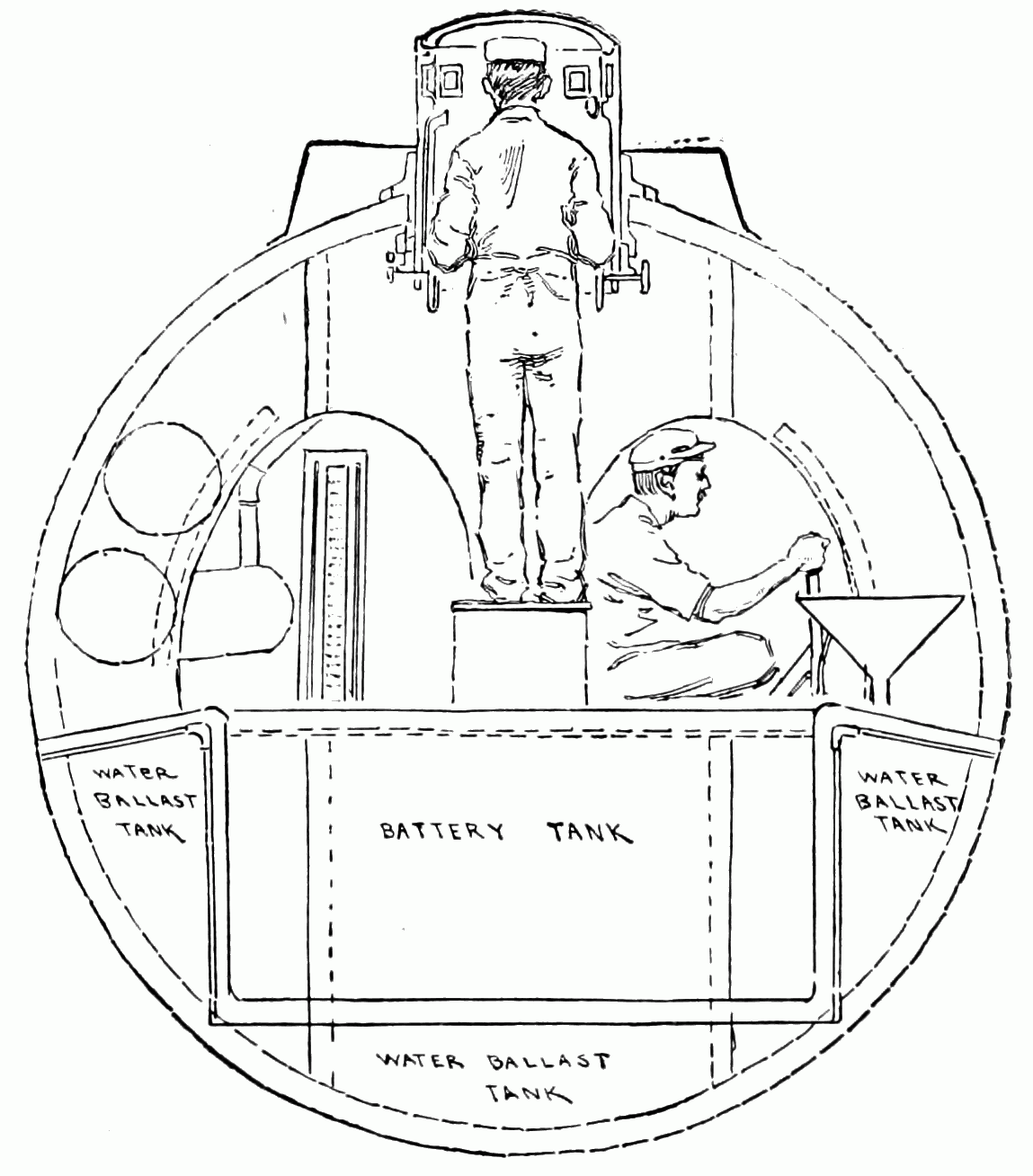
Przekrój poprzeczny okrętu

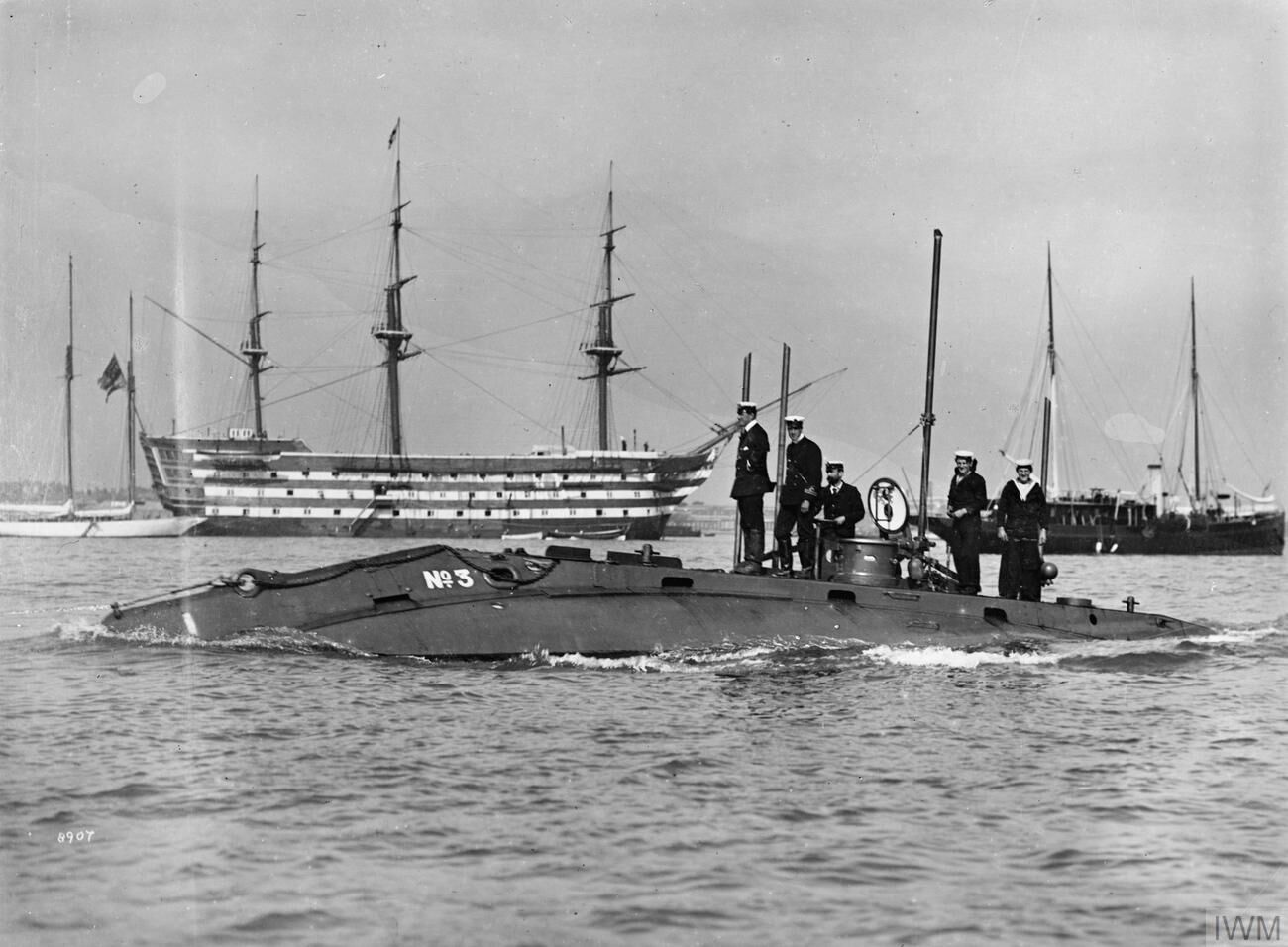
„Holland 3” na morzu

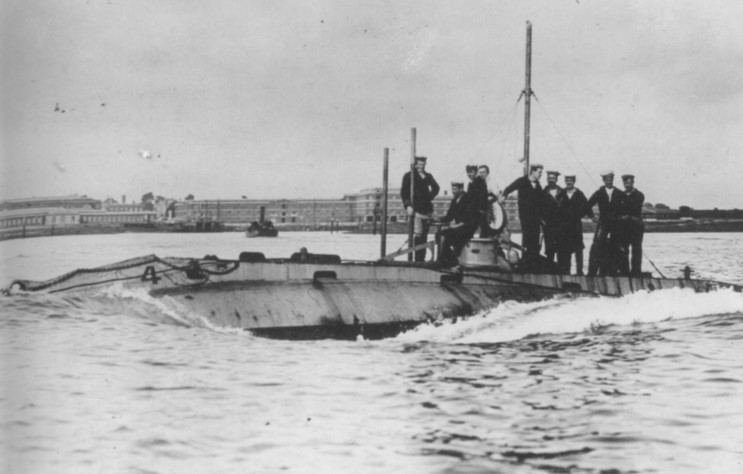
„Holland 4”

Okręty typu Holland miały pojedynczy kadłub ciśnieniowy o kształcie cygara i okrągłym przekroju poprzecznym na całej długości. Długość kadłuba wynosiła 63 stopy 10 cali (19,46 m), a szerokość 11 stóp i 9 cali (3,58 m), zanurzenie przy pływaniu na powierzchni wynosiło 9 stóp i 11 cali (3,02 m). Wszystkie zbiorniki (balastowe, stabilizujące, powietrzne, paliwowe itp) umieszczone były wewnątrz kadłuba. Okręty miały tylko jeden ster głębokościowy umieszczony w tylnej części kadłuba.
Szczelność i wytrzymałość kadłuba testowana była poprzez napełnienie go wodą pod ciśnieniem.
Napęd okrętów na powierzchni zapewniał czterocylindrowy silnik spalinowy o mocy 160 KM z zapasem paliwa wynoszącym 685 galonów benzyny (3114 litrów). W zanurzeniu używany był silnik elektryczny o mocy 74 KM napędzany zespołem 60 akumulatorów (120 V, 500 A) będącym w stanie napędzać silnik przez trzy godziny. Według niektórych źródeł cztery okręty zbudowane po pierwszym hollandzie miały silniki spalinowe o większej mocy wynoszącej 250 KM.
Źródła różnie podają wyporność okrętów (pierwsza liczna to wyporność na powierzchni, druga w zanurzeniu):
- 113/122 t[13][19]
- Pierwszy okręt 104/122 t, pozostałe cztery 104/150 t[18]
- około 120 t[20]
- 105/120 t[21]

Podobne różnice odnoszą się do prędkości okrętu (pierwsza liczba to prędkość na powierzchni, druga w zanurzeniu):
- 8,5/7,5 węzłów[13]
- 8/5 w[18]
- 7,5/6 w[19]
- 9/6 w[20]
- 8,5/7 w[21]

Zasięg operacyjny okrętu jest także różnie szacowany w źródłach (pierwsze liczby – na powierzchni, drugie – w zanurzeniu):
- 250 mil przy prędkości 8 węzłów, 25 mil/7 w[13]
- 500 mil[18] przy prędkości 7 węzłów[19][18][21]

Sprężarka powietrza mogła być napędzana silnikiem głównym lub elektrycznym i zapewniała powietrze o maksymalnym ciśnieniu 2000 psi (1378 kPa), łączna pojemność zbiorników z powietrzem używanych do szasowania i wystrzeliwania torped wynosiła 69 stóp sześciennych (1,95 m³).
Okręty uzbrojone były w pojedynczą wyrzutnię torpedową o średnicy 18 cali (457 mm) umieszczoną z przodu kadłuba, około 2 stopy (61 cm) poniżej linii wodnej. Wewnątrz kadłuba okręty mogły przenosić pięć krótkich lub trzy długie torpedy.
Specjalnie dla tych okrętów zaprojektowano specjalne działo aerial gun które miało być umieszczone w dziobie okrętu, powyżej wyrzutni torped. Lufa działa miała długość 11 stóp i 3 cale (3429 mm) i być w stanie miotać 22-funtowy pocisk (10 kg) na odległość jednej mili (1852 km) przy pomocy 100-funtowego (45 kg) ładunku bawełny strzelniczej. Żaden z okrętów nie został wyposażony jednak w tę broń.
Stalowe kadłuby okrętów uniemożliwiały używanie wewnątrz ich kompasów i były one zamontowane na zewnątrz kadłuba i połączone były z wnętrzem kadłuba prymitywnym systemem optycznym. Początkowo okręty nie były wyposażone w peryskopy, okręt musiał wynurzyć się aby dowódca mógł się rozejrzeć do powierzchni, już po ich wejściu do służby zostały one wyposażone w bardzo prosty, nieruchomy peryskop.
Załogę stanowiło siedem, osiem lub dziewięć osób.

## Lista okrętów
| Nazwa           | Położenie stępki | Wodowanie  | Wejście do służby | Uwagi |
| --------------- | ---------------- | ---------- | ----------------- | --- |
| HMS „Holland 1” | 1901-02-04       | 1901-10-02 | 1903-02-01        | Sprzedany na złom 1913-10-07, zatonął na holu po drodze do stoczni, podniesiony w kwietniu 1981, zachowany jako okręt muzeum w Royal Navy Submarine Museum            |
| HMS „Holland 2” | 1901-02-04       | 1902-02-21 | 1903-08-01        | Sprzedany na złom 1913-10-07 |
| HMS „Holland 3” | 1901-02-04       | 1902-05-08 | 1903-01-18        | Sprzedany na złom 1913-10-07 |
| HMS „Holland 4” |                  | 1902-05-22 | 1903-08-02        | Zatonął 1912-09-03, podniesiony i użyty jako cel w 1914 |
| HMS „Holland 5” |                  | 1902-06-10 | 1903-01-19        | Sprzedany na złom w 1912, zatonął na holu po drodze do stoczni 8 sierpnia 1912, odnaleziony w 1995, wrak objęty jest zakazem nurkowania Protection of Wrecks Act 1973 |

## Służba
Brytyjskie hollandy używane były do różnego typu eksperymentów dotyczących możliwości detekcji i zniszczenia okrętów podwodnych, brały także udział w manewrach, gdzie udowodniły, że okręty podwodne stanowią duże zagrożenia dla jednostek nawodnych.
Ówczesny stan techniki wojskowej praktycznie nie pozwalał na wykrycie zanurzonego okrętu podwodnego ani na jego zniszczenie. W szkole morskiej Royal Navy w Portsmouth przeprowadzono szereg eksperymentów z nowo wodowanym „Holland 1” poszukując sposobu na uszkodzenie, czy zniszczenie zanurzonego okrętu, ku zdumieniu ekspertów eksplozje 500-funtowych ładunków bawełny strzelniczej (ok. 225 kg) zaledwie 50 jardów (ok. 45 metrów) nie były w żaden sposób zdolne uszkodzić okrętu podwodnego.
Wspólne manewry okrętów podwodnych i nawodnych pokazały, że nawet prymitywne hollandy były w stanie zagrozić największym okrętom nawodnym, a operując w trzy-okrętowej grupie były w stanie praktycznie zablokować wejście do portu.
Reginald Bacon, pierwszy Inspecting Captain of Submarines znany także później jako „ojciec okrętów podwodnych w Royal Navy” (father of the submarine service), sugerował stworzenie na wzór francuski ruchomego systemu obronnego, défences mobile, opierającego się na okrętach podwodnych i stałych polach minowych. Raport Bacona zrobił bardzo duże wrażenie w Admiralicji gdzie problem stworzony przez tę bardzo szybko doskonaloną broń został wreszcie potraktowany poważnie. Nieco wcześniej przed opublikowaniem raportu Bacona pozycję Drugiego Lorda Admiralicji objął John Fisher, który był znaczącym protektorem Bacona (według niego Bacon był „najbardziej zdolnym oficerem Royal Navy) i niezwykle energetycznym zwolennikiem okrętów podwodnych.
W manewrach z 1904 hollandy skutecznie „storpedowały” cztery drednoty i kilka kontrtorpedowców co ostatecznie przekonało Admiralicję co do skuteczności okrętów podwodnych.
Mimo że dzielność morska tych okrętów na powierzchni była bardzo mała, co było spowodowane brakiem wolnej burty i praktycznie uniemożliwiało ich poruszanie na powierzchni w mniej niż idealnych warunkach, a ich podwodny zasięg był bardzo krótki, okręty zostały uznane jako „wybitnie udane”.
W czasie służby żaden z okrętów nie był użyty bojowo, ale po tzw. incydencie na Dogger Bank hollandy opuściły port aby zaatakować flotę rosyjską, zostały jednak zawrócone z drogi zanim mogły to zrobić.